# Астанкул-бий
Астанкул-бий (Астанакули-бий, Астанкул кушбеги) (чагат. آستانه قولى بك‎; 1860 года, Бухарский эмират — 1923 года, Бухарская народная советская республика) — государственный и военный деятель, дипломат, бек — губернатор многих бекств, диванбеги, главный закятчи — министр финансов, кушбеги — премьер министр (1889—1910) Бухарского эмирата.
После установления советской власти на территории эмирата, Астанкул-бий был назначен председателем управления по Делам Вакфов Бухарской народной советской республики.

## Происхождение
Астанкул-бий происходил из иранцев. Глава и патриарх этой семьи, Мулла Мухаммад-бий, родом был из Персии, из местечка Карай, близь Мешхеда, еще мальчиком десяти-двенадцати лет был захвачен в плен туркменами и в 1820 году привезен ими на продажу в Бухару. Здесь он был куплен за несколько червонцев известным Хакимом-куш-беги и в итоге стал одним из наиболее приближённых сановников эмира Музаффара, пройдя путь от раба до главы бухарской администрации и занияв пост Бухарского кушбеги.
Его отец, Мухаммад Шариф в эмирате был государственным и военным деятелем, дипломатом, главным закятчи, правителем Бухарского вилайета и носил чин инака..

## Политическая деятельность
За время правления эмира Музаффара Астанкул-бий с молодых лет был назначен последовательно правителем бекств Карши и Чарджуя.

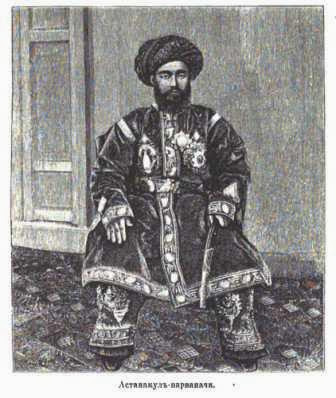
Астанакул-бий парваначи

После убийства в 1888 году его отца, Мухаммада Шарифа Астанакул-бий получил от эмира Сеид Абдулахад-хана чин инака и должность главного закятчи, которую до этого занимал его отец. Так же, как и его отец, он осуществлял связь между бухарским правительством и Российским политическим агентством, по поручению эмира подписывал различные официальные протоколы, соглашения и т. п., вел переговоры по различным вопросам. В дальнейшем он занимал одновременно посты главного закятчи и кушбеги.

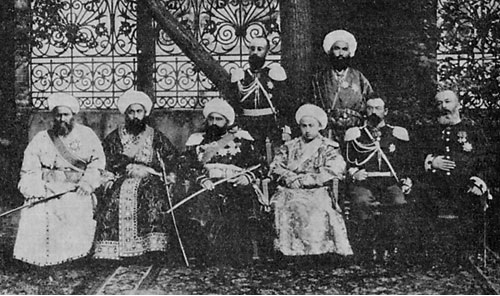
Бухарский эмир и его свита в Москве в 1896 г

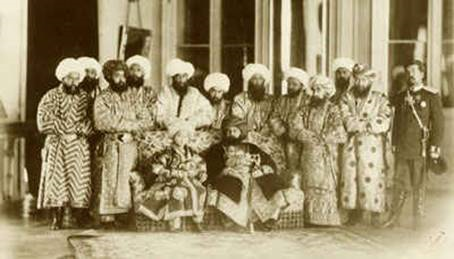
Сеид Абдулахад-хан и наследник престола Сеид Алим-хан и свита эмира в Зимнем дворце в Ст. Петербурге.
Третий слева — Астанкул-бий

В 1893 и 1903 годах Астанакул-бий сопровождал эмира Сеид Абдулахад-хана в его поездках в Россию. Он был награжден многими бухарскими и российскими орденами.
В январе 1910 года в Бухаре произошли крупные волнения между шиитами и суннитами. Астанкул-бий будучи главой правительства Бухарского эмирата, предоставил разрешение шиитам открыто справлять в столице государства священный праздник Ашуру, допускавшееся до этого лишь в границах иранского квартала. Однако суннитская толпа начала издеваться над шиитскими обрядами и осыпала насмешками процессию шиитов, когда те проходили по главным улицам Бухары. Итогом стало нападения озлобленных иранцев на толпу, результатом чего стала гибель одного бухарца. Вслед за тем начался погром шиитов, которым пришлось бежать в Новую Бухару под охрану русских войск. При помощи царских войск удалось приостановить погром, но столкновения между суннитами и шиитами ещё какое-то время продолжались вне города. В результате этой суннитско-шиитской резни погибло около 500 бухарцев и иранцев. После чего Астанкул-бий был смещён с высших постов эмиром Сеид Алим-ханом.
Отстранённый от власти Астанакул-бий был назначен беком сначала в Зиёвуддине, затем в бекство Хатирчи и вскоре Сеид Алим-ханом был заключен в тюрьму г. Кармины.
После установления советской власти на территории эмирата, Астанкул-бий работал в Управлении по Делам Вакфов Бухарской народной советской республики.